# Cắt bỏ cổ tử cung
Trong phụ khoa, cắt bỏ cổ tử cung là một phẫu thuật cắt bỏ phần cổ tử cung.  Do phần tử cung được bảo tồn, loại phẫu thuật này là phương pháp phẫu thuật bảo tồn khả năng sinh sản thay thế cho phẫu thuật cắt tử cung triệt để và áp dụng ở những phụ nữ trẻ tuổi bị ung thư cổ tử cung giai đoạn đầu.

## Chỉ định
Cắt bỏ cổ tử cung triệt để được coi là phương pháp điều trị tối ưu cho phụ nữ ở độ tuổi ≤40 với mong muốn duy trì khả năng sinh sản và ở giai đoạn IA2 hoặc bệnh IB1 giai đoạn nhẹ; cụ thể hơn, nó được coi là thích hợp khi bệnh bao gồm một khối u nhỏ hơn hoặc bằng 2 cm ở kích thước lớn nhất và không lan đến các hạch bạch huyết. Tuy nhiên, nó vẫn chưa được coi là tiêu chuẩn chăm sóc; cắt tử cung m là tiêu chuẩn chăm sóc.

## Cắt bỏ cổ tử cung so với các phương pháp điều trị khác
Dữ liệu về kết quả lâu dài là hạn chế. Tuy nhiên, dường như tái phát ung thư và tử vong là tương tự khi so sánh với các phương pháp điều trị tiêu chuẩn (cắt tử cung triệt để và xạ trị). Tỷ lệ tái phát tử vong và ung thư (liên quan đến phẫu thuật) lần lượt là khoảng 3% và 5%.

## Mang thai sau phẫu thuật
Theo RVT, khoảng 70% bệnh nhân muốn có con có thể thụ thai. Tuy nhiên, việc không có cổ tử cung làm tăng nguy cơ sảy thai và sinh non. Việc sinh nở sau đó là bằng phương pháp sinh mổ.